# Rheinbadeanstalt (Schaffhausen)

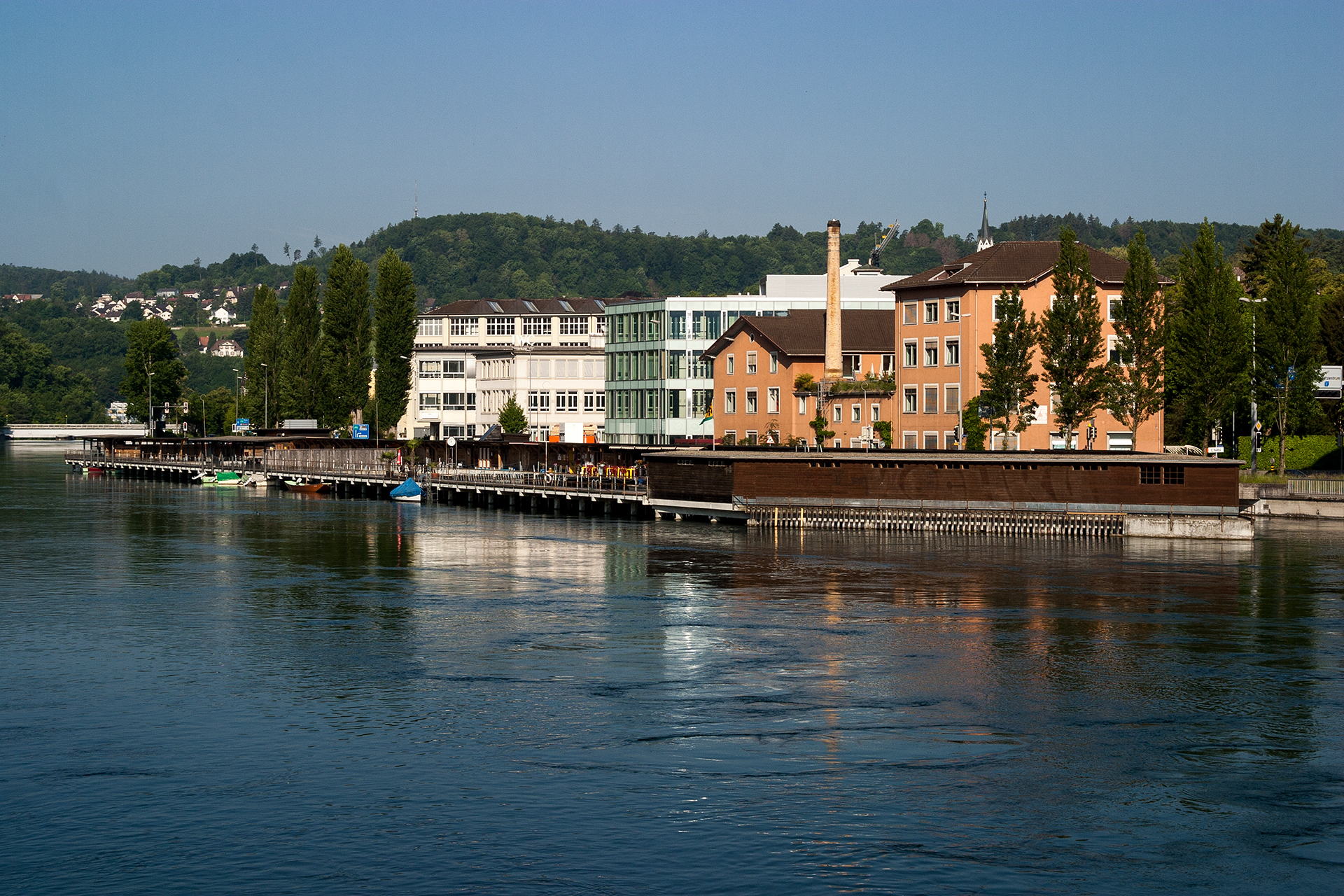
Gesamtansicht, 2004

Die Rheinbadeanstalt (auch Rhybadi genannt) ist eine Badeanstalt im Hochrhein in Schaffhausen. Die ab 1870 errichtete Anlage ist im Kulturgüterschutz-Inventar der Schweiz als «Kulturgut von regionaler Bedeutung» (B-Objekt, KGS-Nr. 10159) klassifiziert und Teil des «Ortsbilds von nationaler Bedeutung» im Inventar der schützenswerten Ortsbilder der Schweiz (ISOS).

## Lage
Die Badeanstalt liegt vor der ehemaligen Baumwollzwirnerei Frey & Peyer, deren Fabrikgebäude von der KV Schaffhausen genutzt werden. Unweit befinden sich die ebenfalls als Kulturgut geschützten Bauten der Kammgarnspinnerei und der Uhrenfabrik IWC im Quartier südlich des Museums zu Allerheiligen. Die Anstalt trägt die Hausnummer «Rheinuferstrasse 1».

## Geschichte

Luftbild der Rheinbadeanstalt vor Anlage der Uferstrasse, Walter Mittelholzer, 1919

Eine andere öffentliche Badeanstalt im Rhein wird in einem Dokument von 1833 erwähnt. Diese lag aber beim «Steckenplatz» in der Nähe des Salzstadels. Vorgänger der Rhybadi war eine um 1848/1849 erbaute öffentliche Badeanstalt, die jedoch bis 1870 verlegt werden musste, da die Wasserwerksgesellschaft des Moserdamms einen zusätzlichen Transmissionspfeiler für den «Krafttelegraphen» errichten wollte. Die Versetzung entwickelte sich ab 1868 zu einem Politikum, das Leserbriefe in den Schaffhauser Nachrichten zur Folge hatte.
Der Bau der bestehenden Badeanstalt wurde 1870 nach Plänen des Stadtbaumeisters Johann Gottfried Meyer begonnen. Es folgten verschiedene bauliche Veränderungen und Erneuerungen, wozu auch die «Frauenbadi» gehörte.
Die ersten Wohnquartiere am Rand der «Breite» wurden in den Jahren 1895 bis 1930 errichtet. Die Arbeitersiedlung «Schwarzadlergüetli» ist eine geschlossene Siedlung mit dem Charakter einer Gartenstadt. Ihre Gebäude wurden von 1906 bis 1907 erbaut.

## Beschreibung
Das grösste noch erhaltene Kastenbad des Landes ist etwa 185 Meter lang und 30 Meter breit. In Stromrichtung gliedert es sich von Ost nach West in «Spitz», «Männenhägli», «Kinderhägli», «Frauenhägli» und ein weiteres «Kinderhägli».

## Belege
1. ↑  Ortsbildaufnahmen Schaffhausen. (ISOS, Nr. 3050).

Koordinaten: 47° 41′ 39,1″ N, 8° 38′ 16,5″ O; CH1903: 690032 / 283307